# Edoardo Sanguineti
Edoardo Sanguineti (Génova, Italia, 9 de diciembre de 1930-ib., 18 de mayo de 2010) fue un poeta, crítico literario, traductor, profesor y político italiano, integrante del Gruppo 63.

## Biografía
"La poesía no es algo muerto, pero vive una vida clandestina".
Edoardo Sanguineti

Sanguineti nació en Génova el 9 de diciembre de 1930, hijo único de Giovanni Sanguineti, banquero natural de Chiavari (provincia de Génova), y de Giuseppina Cocchi, natural de Turín. A los cuatro años se trasladó con su familia a la capital piamontesa, donde el padre había encontrado un nuevo empleo como administrador de caja en la imprenta Doyen & Marchisio. Aún era niño cuando, durante un chequeo de control, se le diagnostica una grave enfermedad cardíaca. El diagnóstico resultó luego incorrecto, pero este episodio condicionó durante mucho tiempo el estilo de vida del poeta.
En Turín vivía un tío suyo, Luigi Cocchi, músico y musicólogo, que había conocido a Gobetti y a Gramsci y había sido colaborador de la revista L'Ordine Nuovo, y que sería el primer punto de referencia en la formación del joven escritor. En Bordighera, comune del a Riviera ligure donde el joven pasaba las vacaciones de verano, Edoardo frecuentaba a su primo Angelo Cervetto, amante de la música que le transmitió la pasión por el Jazz, y a Guido Seborga, que lo inició en la literatura de Antonin Artaud.
Entretanto, después de la tos ferina que había contraído, el jovencísimo Edoardo es visitado por un especialista que identificó el error del diagnóstico del que había sido víctima. Edoardo estaba sano, pero desde ese momento tuvo que hacer ejercicios físicos intensos para recuperar el tono muscular. Gimnasia, ciclismo, tennis fueron desde ese momento los deportes que Ginnastica, Ciclismo, Tennis fueron desde entonces los deportes que debió incorporar intensamente al estudio, si bien tuvo que renunciar a su primera inspiración: la de dedicarse a la Danza.

### 1946-1955: estudios, redacción deLaborintus, primeros contactos culturales
En 1946 Edoardo se inscribió en el Liceo Ginnasio Massimo d'Azeglio y tuvo como profesor de italiano a Luigi Vigliani. A él dedicaría su ensayo sobre Gozzano y le haría leer algunos poemas que luego serán parte de Laborintus.
Durante los años 60, Sanguineti fue uno de los líderes del movimiento Gruppo 63, fundado en 1963. Además de sus trabajos de poesía, también ha traducido numerosas obras, incluyendo trabajos de James Joyce, Molière, William Shakespeare y Bertolt Brecht.
Entre 1979 y 1983, fue miembro de la Cámara de Diputados del Parlamento de Italia.
Sanguineti murió el 18 de mayo de 2010 en el hospital de Villa Scassi en Génova, después de someterse a una cirugía de emergencia para tratar un aneurisma de aorta abdominal.

## Obras selectas
- Storie Naturali #1 (1971)
- Il Giuoco dell'Oca (1967)
- Triperuno (1964)
- Capriccio italiano (1963)
- Opus metricum (1960)
- Laborintus (1956)